# Aquidabã
Aquidabã este un oraș în Sergipe (SE), Brazilia. 